# 히노 듀트로

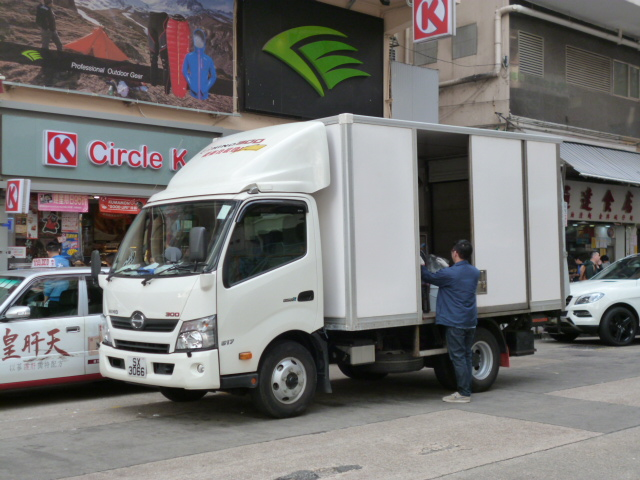
히노 듀트로

히노 듀트로(영어: Hino Dutro, 일본어: 日野・デュトロ)는 일본 히노 자동차사가 생산하는 소형 트럭으로 1999년부터 토요타 다이나 모델을 기반으로 제작된 차량이다.

## 개요
히노 자동차의 트럭 부문에서 라인업 강화를 위해 1999년 5월에 발표되었다. 라인업에 하이브리드 사양이 있고 또한 여러 가지 라인업이 구성되었다.
히노 자동차는 히노 브리스키아 모델을 끝으로 소형 트럭 사양을 생산하지 않았다가 토요타 자동차와 공동 개발을 하면서 자체 생산되었다. 자체 생산 이전에 토요타 다이나, 에이스, 다이하츠 델타의 OEM으로 공급받았다. 수출 모델의 경우 300 시리즈로 판매하고 있으며, 그릴 디자인의 차이가 있다는 점이다. 인도네시아에서는 미니버스 사양으로 판매한다.

## 모델

### 1세대 (1999년5월~2006년)

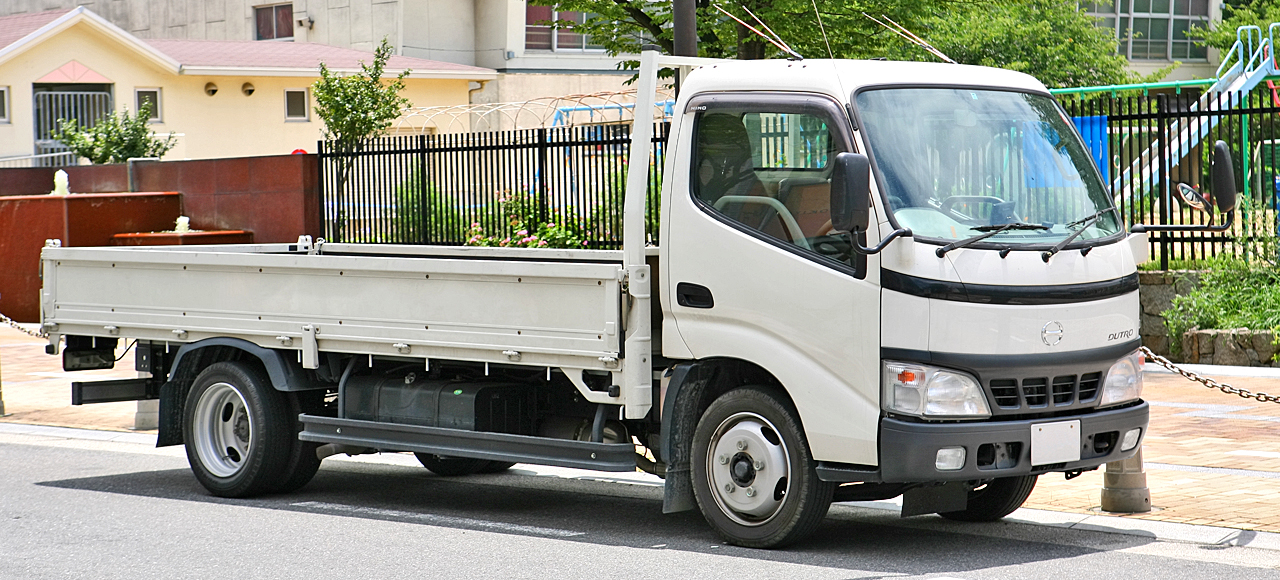
듀트로 1세대 2톤 트럭

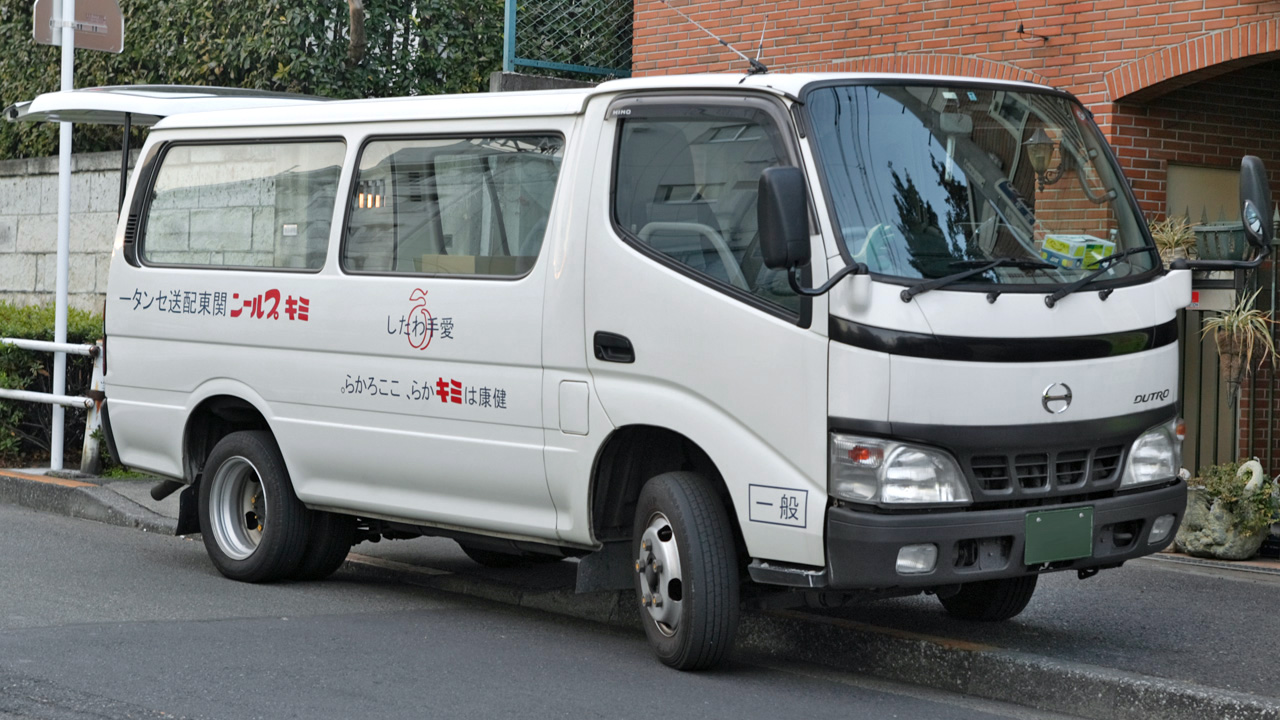
듀트로 1세대 밴사양

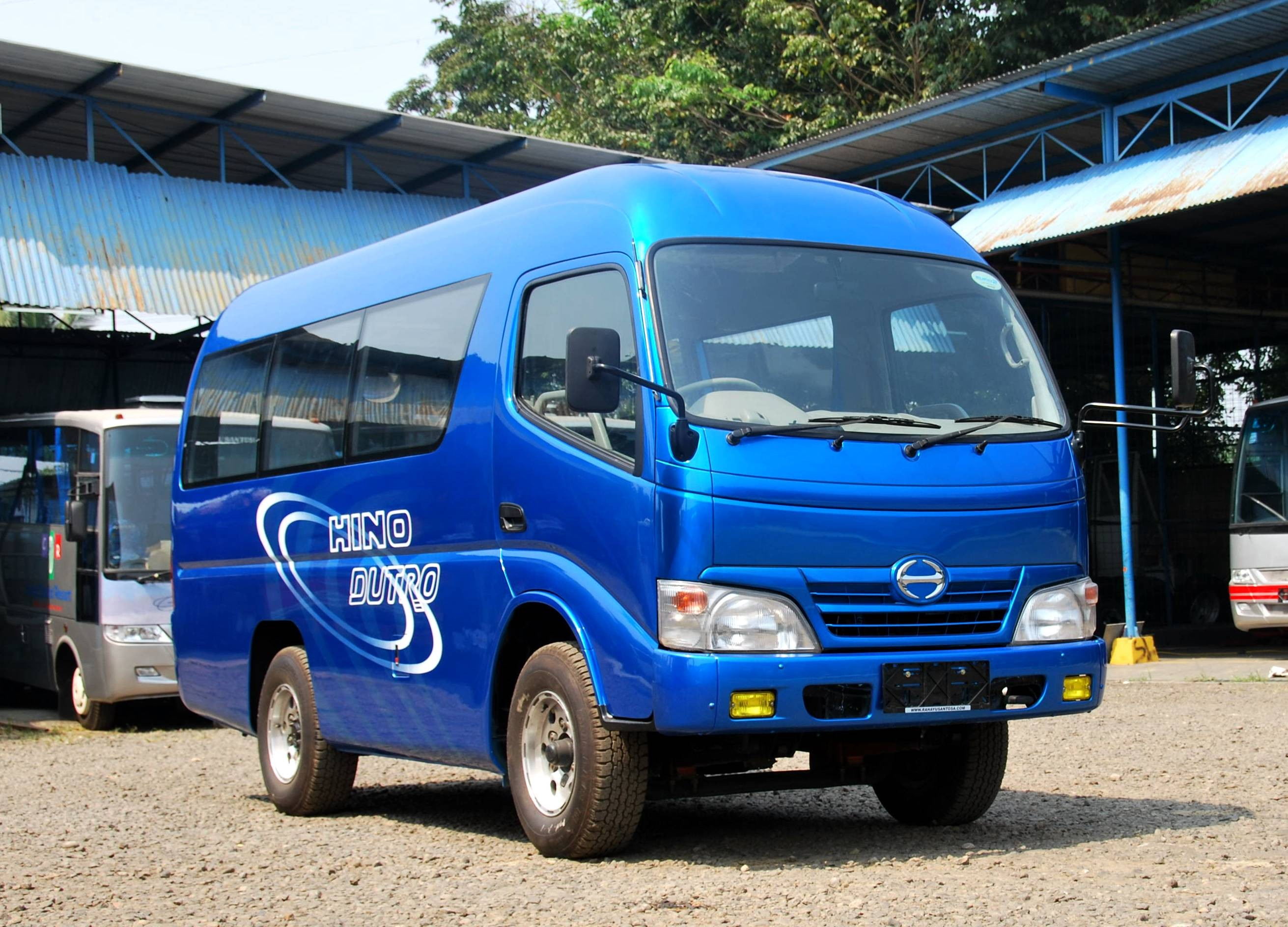
듀트로 110 (인도네시아 사양)

- 1999년 5월 : 다이하츠 델타를 OEM 공급하는 방식으로 출시하였다.
- 2002년 6월 : 마이너 체인지로 방향 지시등이 헤드램프 쪽으로 변경되었다.
- 2003년 11월 : 2톤 트럭 최초로 히노 자동차에서 개발한 HIMR 시스템을 적용한 하이브리드 사양이 출시되었다.
- 2006년 9월 : 배출가스 규제 대응에 따라 디자인이 변경되었고 아이신에서 개발된 자동변속기와 토크 컨버터 방식의 자동변속기가 탑재되었다. N04C형 엔진이 탑재되었고, 전면부는 독립 서스펜션 방식이 적용되었다. 2WD 사양의 경우 토션바 방식 대신 코일 스프링 방식이 적용되었다.

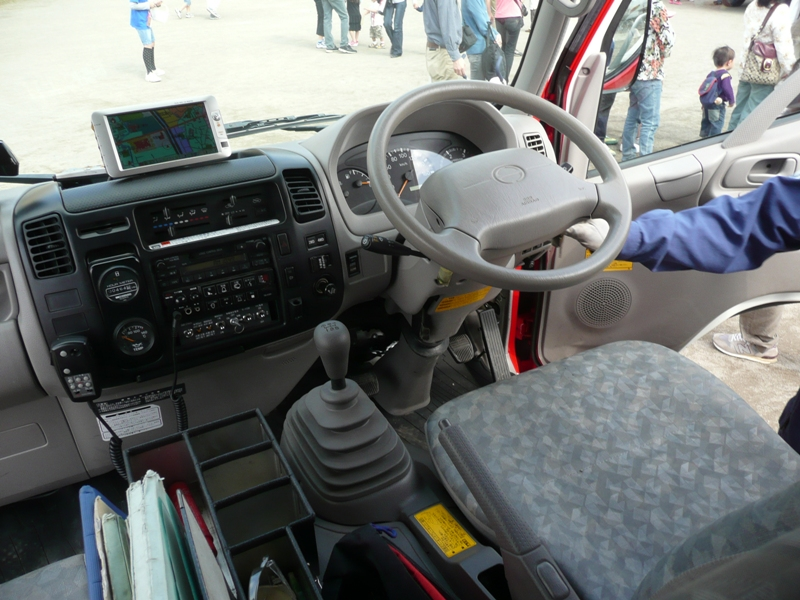
1세대 운전석 전경
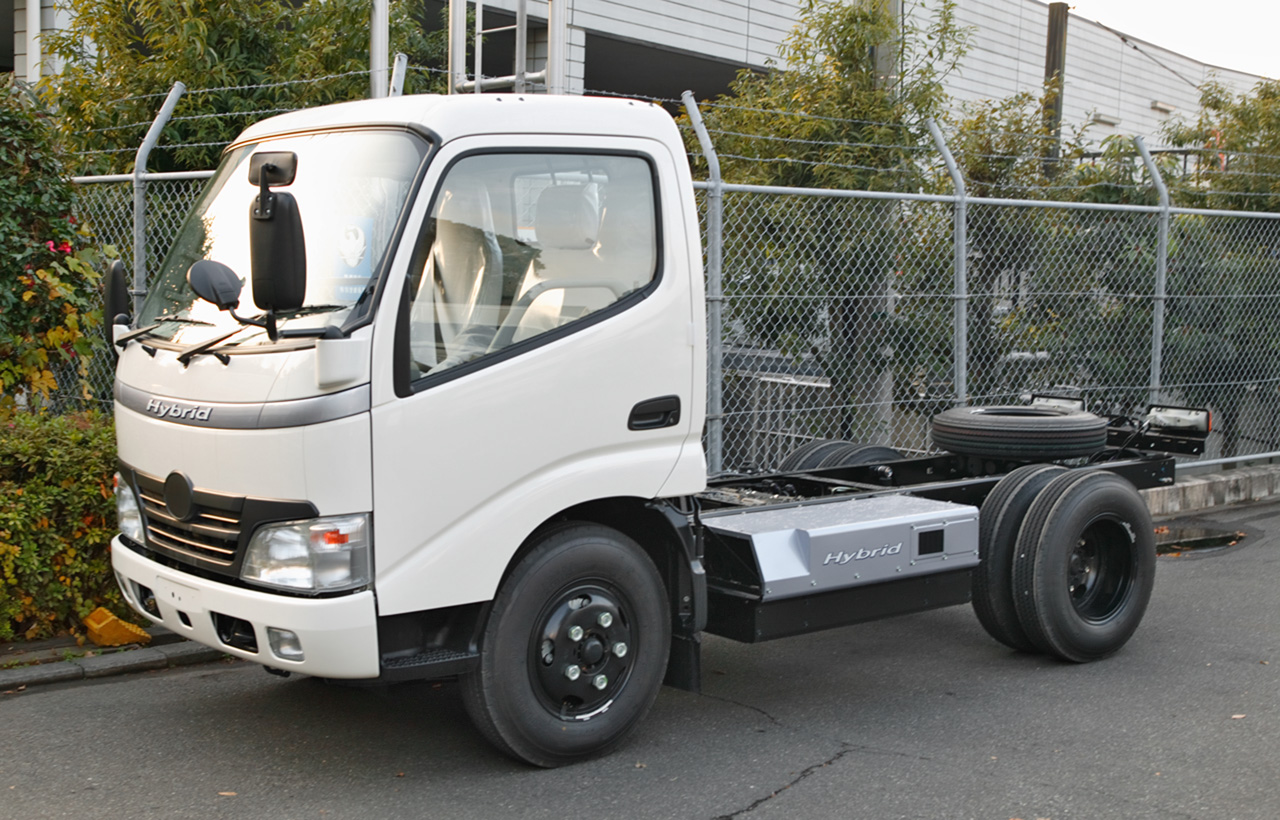
듀트로 1세대 하이브리드 사양
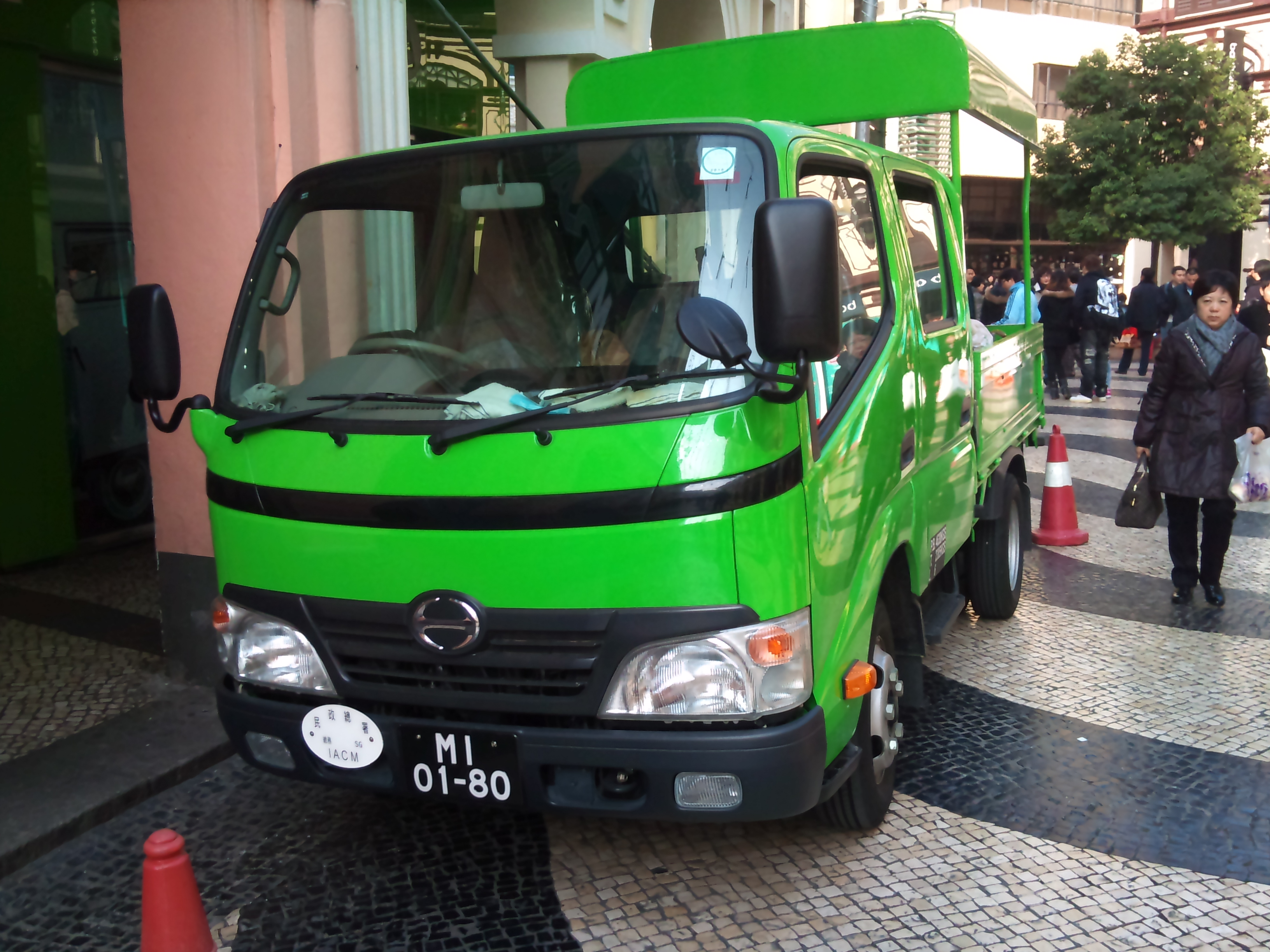
듀트로 1세대 더블캡 사양
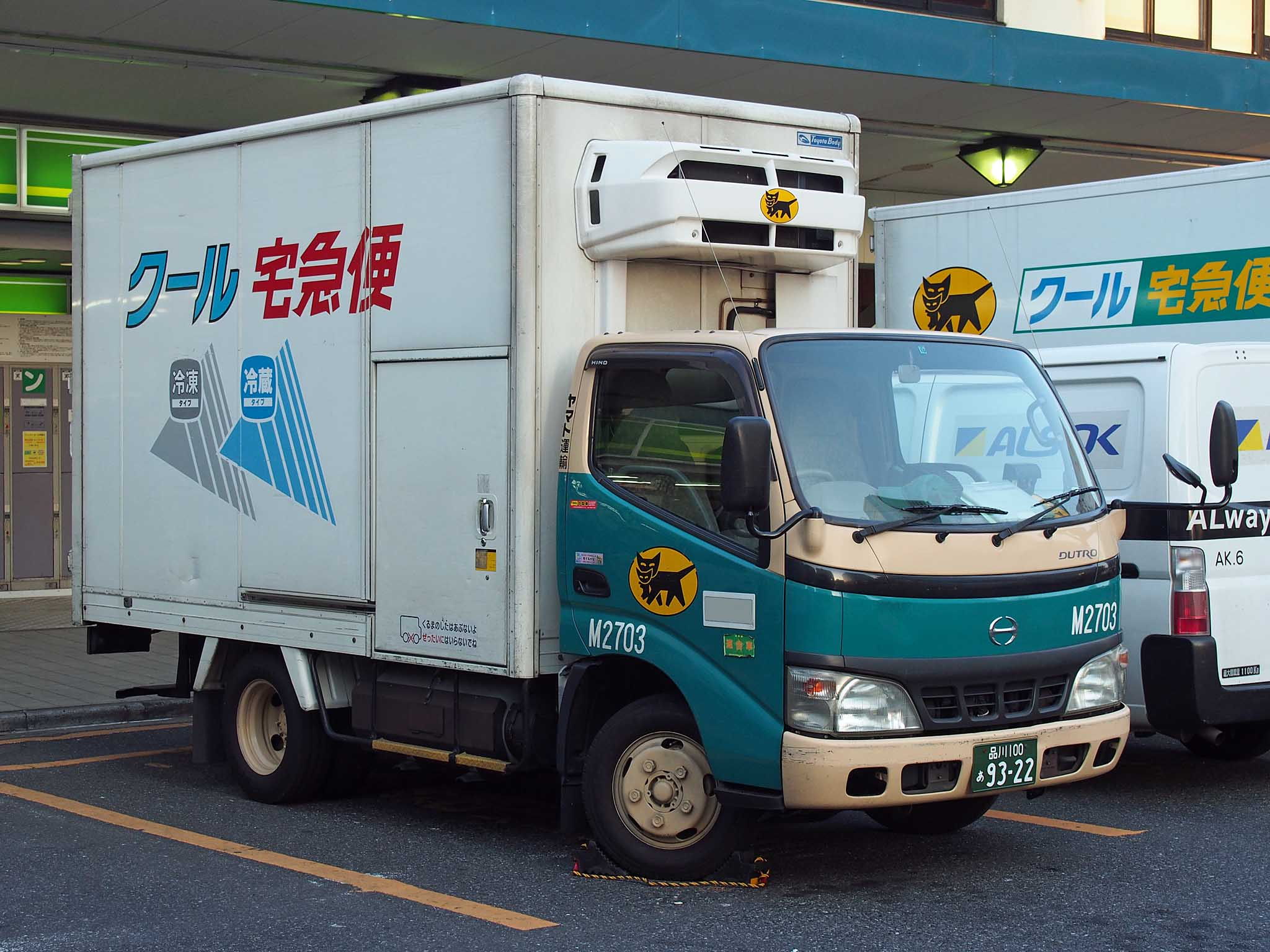
듀트로 1세대 LPG 사양

### 2세대 (2011년7월~ 현재)

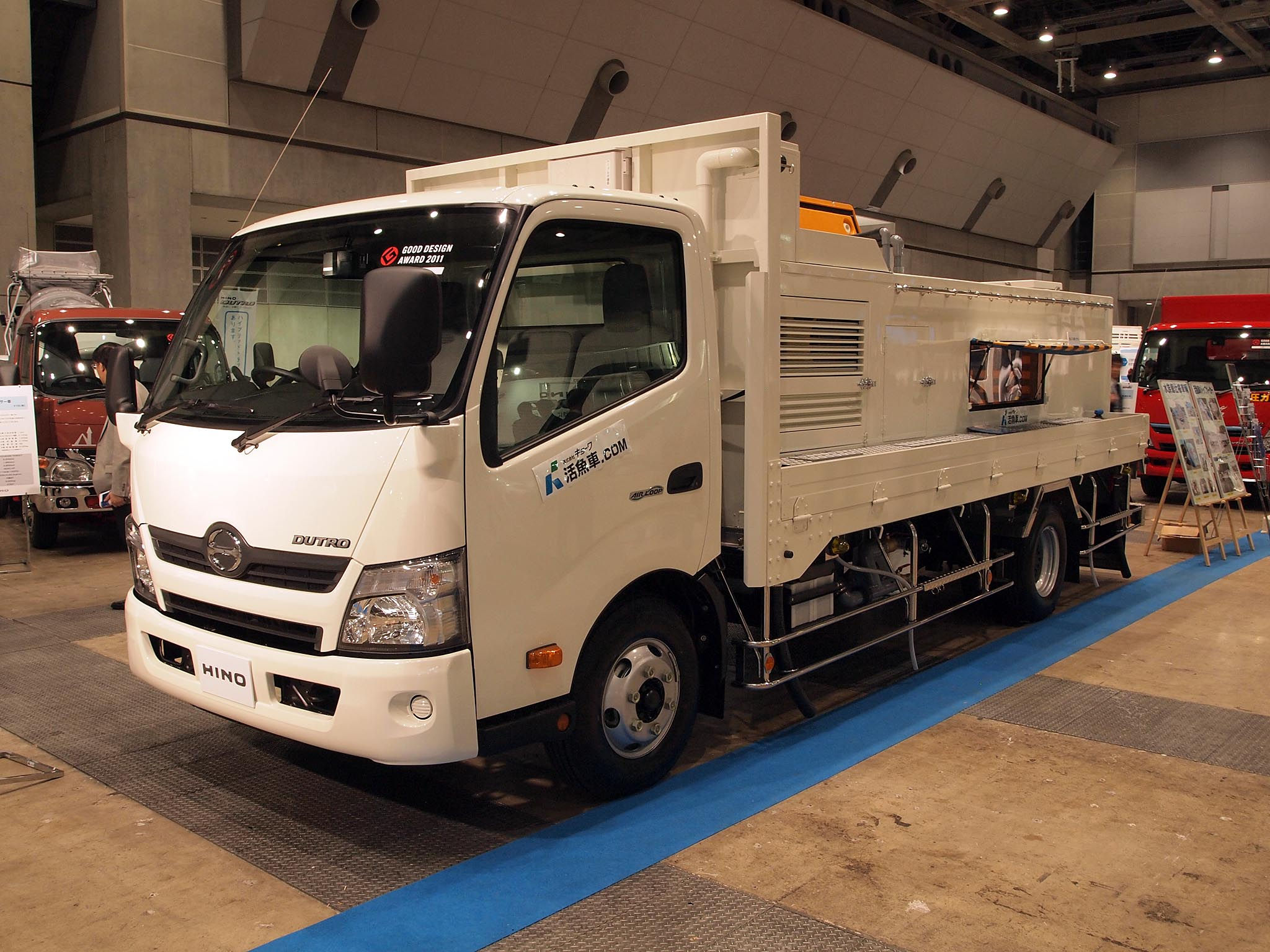
듀트로 2세대 카고 사양

- 2011년 7월 2일 : 출시. 토요타 다이나, 타운에이스 모델을 OEM 공급하는 방식이다. 엔진의 경우 고압형 CRDi 방식을 사용했고, DPR 방식의 개선과 클린 디젤 시스템인 에어 루프 기능을 적용했다. 이는 배출가스 규제 대응에 따른 조치로, 하이브리드 사양의 경우 앳킨슨 사이클 엔진인 N04C-UL형 엔진이 탑재되었고, N04C-UM형, N04C-UN형, N04C-UP형, N04C-UQ형 엔진은 디젤 사양에 탑재되었고, 가솔린 사양의 경우 2TR-FE형 엔진이 탑재되었고, LPG 사양은 1BZ-FPE형 엔진이 탑재되었다.
- 2011년 10월 : 굿 디자인 상을 수상했다.[1]
- 2012년 1월 : 도쿄 오토살롱에 최초로 듀트로 X 모델이 출시되었다.[2]
- 2012년 8월 : 마이너 체인지로 엔진이 개량되었다.[3]
- 2013년 5월 : 청소차 및 사다리차 사양에 한해 마이너 체인지로 전동식 주차 브레이크와 수동변속기를 기본 사양으로 적용되었다. 또한 하이브리드 사양의 경우 전동식 주차 브레이크가 내장된 프로 시프트 V를 옵션이 출시되었다.[4]
- 2015년 4월 : 일부 개량으로 2가지 종류가 존재한 3톤급 가솔린 사양의 종류를 1가지 종류로 통합되었다.
- 2016년 4월 : 마이너 체인지로 전면부 범퍼의 형태가 변경되었고, 번호판의 위치가 오른쪽으로 변경되었다. 보행자 감지 기능 및 차선 이탈 경보 시스템 등이 5톤급 사이하의 차량에 기본으로 장착되었고, 스마트 엔트리의 경우 옵션으로 추가되었다.
- 2017년 4월 : 마이너 체인지로 보행자 감지 기능과 차선 이탈 경보 시스템이 LPG 사양을 제외한 전 차량에 적용되었고 자동변속기 사양 차량의 연비가 개선되었다.
- 2017년 10월 : 하이브리드 와이드캡 차량의 변속기가 5단 반자동변속기에서 6단 반자동변속기으로 변경되었다.[5]

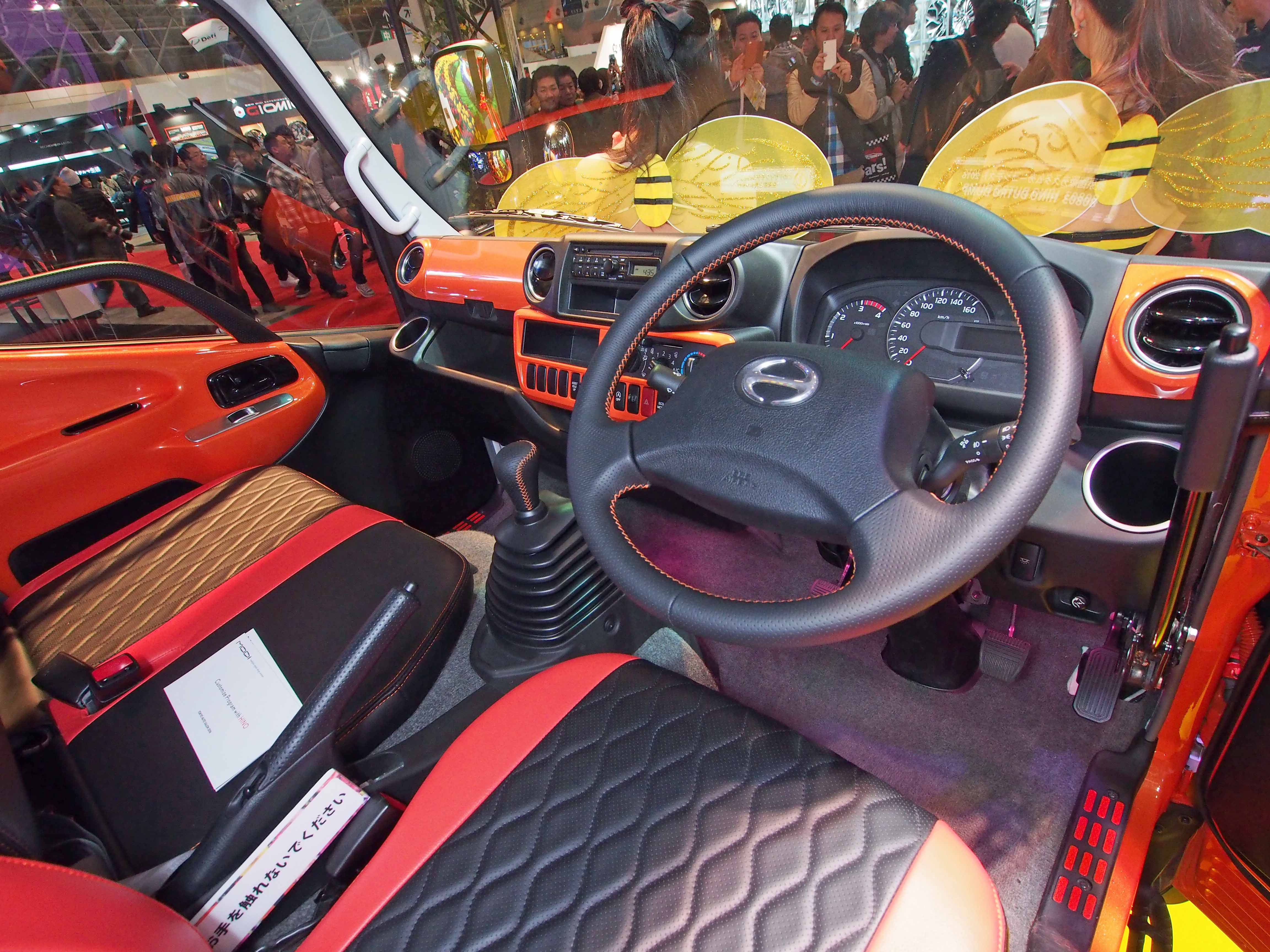
듀트로 2세대 운전석 전경

## 같이 보기
- 히노 자동차
- 토요타 다이나
- 토요타 타운에이스
- 히노 프로피아
- 히노 레인저